# Rębusz (stacja kolejowa)
Rębusz – stacja kolejowa w Rębuszu, w województwie zachodniopomorskim.

## Ruch pasażerski
| Rok  | Wymiana pasażerska na dobę |
| ---- | -------------------------- |
| 2017 | 20-49                      |
| 2022 | 20-49                      |

## Połączenia
- Choszczno
- Krzyż
- Poznań Główny
- Stargard
- Szczecin Główny
- Świnoujście